# Zabitý v boji

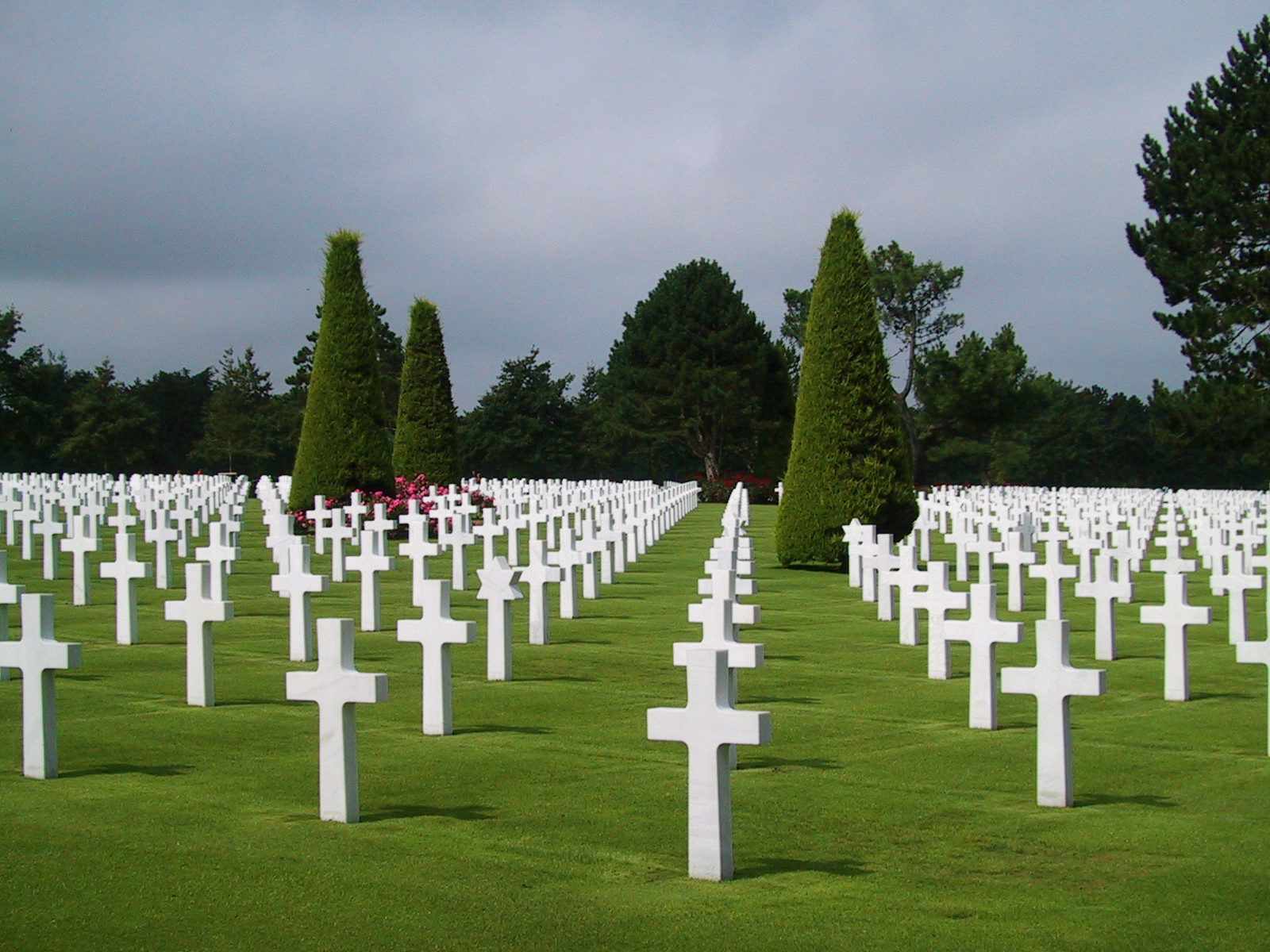
Hřbitov padlých amerických vojáků poblíž Colleville-sur-Mer ve Francii

Zabit v boji (standardizovaný název, anglicky killed in action [zkratka KIA – zabit v akci], francouzsky tué au combat) je výraz, kterým se v rámci terminologie NATO označuje voják, který byl přímo zabit v boji nebo zemřel na následky zranění nebo dalšího poškození dříve než byl dopraven do zdravotnického zařízení. Tento termín byl v NATO standardizován 1. prosince 1979. Definice Ministerstva obrany USA je shodná, avšak rozlišuje zabité v boji a zabité následkem teroristického útoku (anglicky hostile casualty). Ostatní armády používají obdobné definice.
V genealogii se zabit v boji označuje symbolem zkřížených mečů (⚔).